# 康塞普西翁區 (比爾卡斯瓦曼省)

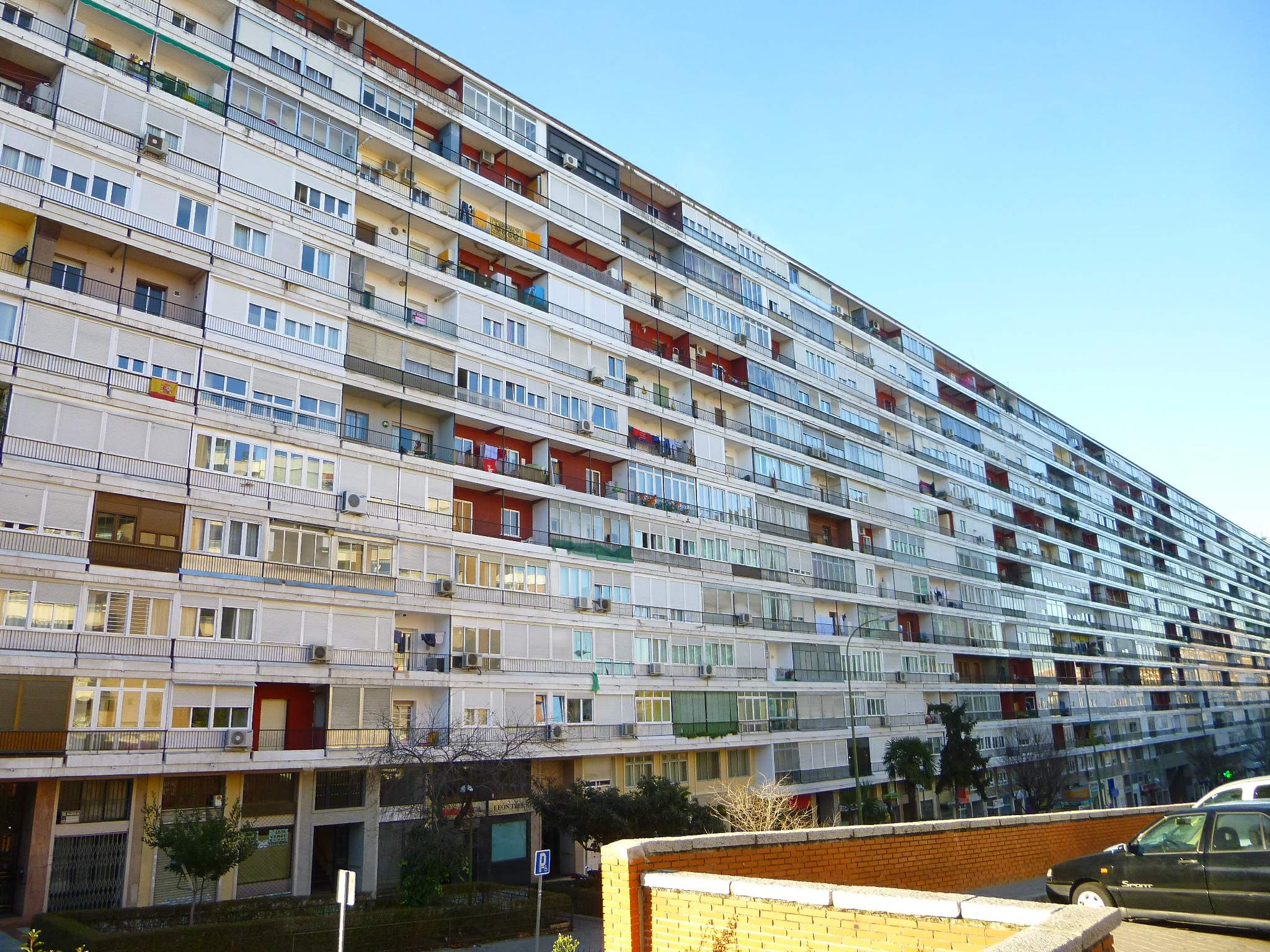
康塞普西翁區

13°31′58″S 73°52′30″W / 13.5328°S 73.8751°W
康塞普西翁區（西班牙語：Distrito de Concepción），是秘魯的一個區，位於該國中南部阿亞庫喬大區的比爾卡斯瓦曼省，始建於1954年11月19日，面積243.2平方公里，海拔高度3,050米，2005年人口3,291，人口密度每平方公里14人。